# Dobrochané
Dobrochané ou Dobrošane (en macédonien Доброшане) est un village du nord de la Macédoine du Nord, situé dans la municipalité de Koumanovo. Le village comptait 1655 habitants en 2002.

## Démographie
Lors du recensement de 2002, le village comptait :
- Macédoniens : 1 571
- Valaques : 39
- Roms : 24
- Serbes : 17
- Bosniaques : 1
- Autres : 3